# Holiday Lakes (Ohio)
Holiday Lakes – jednostka osadnicza w Stanach Zjednoczonych, w stanie Ohio, w hrabstwie Huron.